# Klasea erucifolia
Klasea erucifolia (серпій колючий, серпій сухоцвітий як Serratula erucifolia) — вид рослин з родини айстрових (Asteraceae), поширений у південно-східній Європі та західній Азії.

## Опис
Багаторічна рослина висотою 20–75 см. Рослина жорстко-волосиста, вкрита членистими волосками. Стебло майже від основи розчепірено-гіллясте, з численними дрібними кошиками, що утворюють щиткоподібну волоть. Листки, крім верхівкових, перисто-надрізані або перисто-роздільні, з цільними або надрізаними частками. Обгортка яйцевидно-циліндрична, 3.5–6 мм в діаметрі. Квітки рожеві або світло-пурпурові.

## Поширення
Поширений у Молдові, Україні, європейській Росії, Туреччині, Азербайджані, Вірменії, Грузії, Казахстані, західному Сибіру.
В Україні вид зростає на степових схилах, кам'янистих відслоненнях — на крайньому півдні Лісостепу, в Степу і Криму.